# Давид ди Донателло 1971
16-я церемония вручения наград премии «Давид ди Донателло» прошла 29 июня 1971 года в Термы Каракаллы в Риме.

## Победители

### Лучший фильм
- Конформист, режиссёр Бернардо Бертолуччи (ex aequo)
- Сад Финци-Контини, режиссёр Витторио Де Сика (ex aequo)
- Ватерлоо, режиссёр Сергей Бондарчук (ex aequo)

### Лучшая режиссура
- Лукино Висконти — Смерть в Венеции

### Лучшая женская роль
- Флоринда Болкан — Неизвестный венецианец (ex aequo)
- Моника Витти — Нини Тирабушо (ex aequo)

### Лучшая мужская роль
- Уго Тоньяцци — Калифша

### Лучший иностранный режиссёр
- Клод Лелуш — Негодяй

### Лучший иностранный продюсер
- Энтони Хейвлок-Аллан — Дочь Райана

### Лучшая иностранная актриса
- Эли Макгроу — История любви

### Лучший иностранный актёр
- Райан О’Нил — История любви

### David Speciale
- Лино Каполиккьо
- Марио Чекки Гори
- Мимзи Фармер
- Нино Манфреди
- Leone Cinematografica
- Энрико Мария Салерно